# Myria
Myria (symbole ma,, ou M, en conflit avec méga), parfois myrio (symbole mo), est un ancien préfixe représentant 104 (dix mille) fois l'unité qui suit. Son nom provient du grec μύριοι (« myriade »), qui signifie à la fois « dix mille », et « un grand nombre indéterminé ».

## Histoire
Le préfixe myria fait partie du système métrique d'origine, adopté en France en 1795, mais il n'est pas retenu en 1961, quand les préfixes sont pour la première fois fixés internationalement en 1960 par la 11e Conférence générale des poids et mesures.
En 1685, John Wallis avait proposé le nom myrio, et ce nom a effectivement été utilisé au xixe siècle, notamment en Angleterre,.
C'est en bonne partie le problème posé par le symbole de myria qui a conduit à son abandon. En 1905, le Comité international des poids et mesures (CIPM), ne souhaitant conserver que des symboles de préfixe d'une seule lettre, assigne à myria le symbole M (le symbole du myriamètre devient ainsi Mm au lieu de mam). Mais les ingénieurs de l'industrie électrique commencent à utiliser M comme symbole du préfixe méga, notamment pour le mégawatt et le mégohm. Cet usage se développe au point qu'en 1935 le CIPM entérine méga et son symbole M, et abandonne myria. Les États-Unis, qui ont autorisé l'usage du myriamètre et du myriagramme en 1866, renoncent à leur tour à utiliser myria, en 1975,.
En Suède et en Norvège, régions où la faible densité de population implique souvent de voyager sur de longues distances, le myriamètre est resté dans le langage courant sous la forme du mille scandinave (en) (mil). En effet, le mil, déjà existant, fut ajusté en 1889 lors du passage au système métrique pour valoir exactement 10 000 m.